# Scatonomus insignis
Scatonomus insignis är en skalbaggsart som beskrevs av Edgar von Harold 1867. Scatonomus insignis ingår i släktet Scatonomus och familjen bladhorningar. Inga underarter finns listade i Catalogue of Life.